# Макконнелл, Ли
Ли Макконнелл (англ. Lee McConnell; род. 9 октября 1978, Глазго) — шотландская легкоатлетка (завершившая карьеру), которая выступала на дистанции 400 метров и 400 метров с барьерами, начав свою карьеру как прыгунья. Участница трёх Олимпийских игр (2004, 2008 и 2012 года), 11 раз становилась призёром крупных чемпионатов. Была признана шотландской спортсменкой года в 2002, 2003 и 2007 годах.
Макконнелл — четырёхкратный бронзовый призёр чемпионата мира в эстафете 4×400 метров.

## Карьера
Ли Макконнелл училась в средней школе Holyrood R. C. в Глазго, затем окончила Университет Лафборо в 2000 году со степенью в области спортивных наук.
Первоначально занималась прыжками в высоту (став чемпионом Шотландии в 1998, 1999 и 2000 годах), затем перешла на бег на 400 м, а затем на 400 метров с барьерами (выиграв бронзу Содружества).
Была чемпионом Шотландии на 200 метров в 2002 и 2005 годах, также выиграла 400 м в 2001 году, и 400 м на чемпионате Amateur Athletic Association (ААА) в 2002 году.
На международном уровне в 2002 году Макконнелл выиграла бронзовую медаль на чемпионате Европы 2002 года в 400 м, а затем добавила серебро Игр Содружества в 400 м. В 2003 году на Кубке Европы Макконнелл заняла второе место как в эстафете 400 м, так и в эстафете 4 × 400 м. На чемпионате мира 2003 года она заняла пятое место в финале на 400 метров.
Её личное лучшее время на 400 м — 50,82 секунды.
После сезона 2007 года Макконнелл решила отказаться от барьерного бега, так как её переход из обычного бега не был таким успешным, как она того желала, и она вернулась к 400 м.
На внутреннем уровне Макконнелл позже выиграла титул чемпиона Британии на дистанции 400 м в 2008 и 2010 годах, а также 200 метров в 2009 году, и ещё два шотландских титула на дистанции 200 м.

## Эстафета

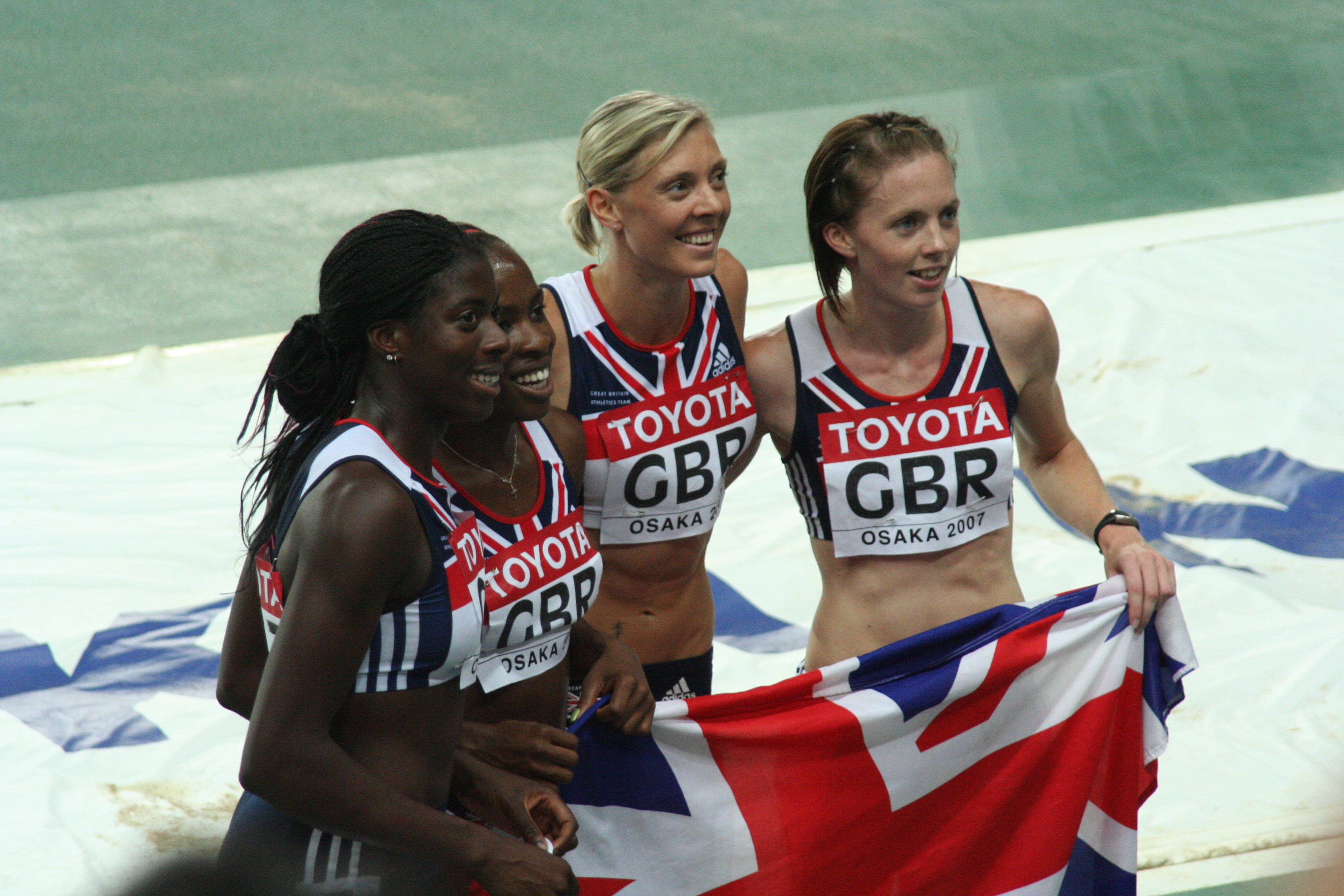
Макконнелл (третья слева) на чемпионате мира 2007 года в Осаке с Кристин Охуруогу, Мерилин Окоро и Николой Сандерс.

Помимо завоевания медалей в индивидуальных соревнованиях, она была довольно успешной эстафетной бегуньей. Макконнелл была известна своим участием в эстафетной команде Великобритании 4 × 400 м на крупных мероприятиях. Она завоевала бронзовые медали в эстафете 4 × 400 м на чемпионатах мира 2005 и 2007 годов. Она пробежала первый этап в команде с Донной Фрейзер, Николой Сандерс и Кристин Охуруогу в 2005 году и пробежала третий этап в команде с Охуруогу, Мерилин Окоро и Сандерс в 2007 году, установив национальный рекорд.
Кроме того, на Чемпионате Мира она пробежала первый этап для эстафетных команд 4 × 400 м, которые заняли пятое место в 2001 году, шестое место в 2003 году и четвёртое место в 2009 году, а также четвёртый этап в команде, которая заняла четвёртое место в 2011 году.
Макконнелл вместе с Фрейзер, Кэтрин Мерфи и Охуруогу заняла четвёртое место в эстафете 4 × 400 м на Олимпийских играх 2004 года, но смогла получить бронзовую медаль Олимпиады, поскольку американская спортсменка Кристал Кокс позже была признана виновной в допинговых нарушениях.
На Олимпийских играх 2012 года она пробежала второй этап, когда Великобритания заняла пятое место в эстафете 4 × 400 м.
Она также получила эстафетные медали в соревнованиях на дистанции 4 × 400 м на Играх Универсиады (в 2001 году), чемпионатах Европы (в 2002 и 2010 годах) и чемпионатах Европы в помещении (в 2005, 2007 и 2011 годах).
Для Шотландии Макконнелл бежал в эстафете 4 × 400 м на Играх Содружества в 2002 и 2010 годах (где был установлен национальный рекорд).

## Завершение карьеры
Макконнелл пропустила сезон 2013 года после того, как забеременела своим первым ребёнком. Она вернулась к тренировкам через девять недель после рождения сына с целью участия в Играх Содружества 2014 года в своем родном городе Глазго — однако объявила о своём немедленном уходе из лёгкой атлетики в апреле 2014 года.